# جیغ ۶
جیغ ۶ (انگلیسی: Scream VI) فیلم اسلشر آمریکایی محصول ۲۰۲۳ به کارگردانی تایلر جیلت و مت بتینلی-اولپین، و نویسندگی جیمز وندربیلت و گای بوسیک است. این ششمین قسمت از سری فیلم‌های جیغ و دنبالهٔ مستقیم جیغ (۲۰۲۲) است. در این فیلم ملیسا باررا، جنا اورتگا، هیدن پنیتیر، کورتنی کاکس، جاسمین ساوی براون و میسون گودینگ بازی می‌کنند که همگی نقش‌های خود را از قسمت‌های قبلی تکرار می‌کنند. درموت مالرونی و هنری چرنی نیز به بازیگران می‌پیوندند. نو کمبل ستارهٔ فرنچایز اعلام کرد که به این فیلم باز نخواهد گشت زیرا از پیشنهاد ارائه‌شده به او راضی نبود؛ این نخستین فیلم از این سری است که کمبل در آن حضور ندارد.
جیغ ۶ سومین فیلم از این مجموعه است که در خارج از شهر خیالی وودزبورو، کالیفرنیا اتفاق می‌افتد و مکان فیلم را به شهر نیویورک منتقل می‌کند و یک «گوست‌فیس» (Ghostface؛ شبح‌چهره)، جدید را دنبال می‌کند که اعضای بازمانده از «حملات وودزبورو» را هدف قرار می‌دهد. این فیلم خشونت ژانر اسلشر را با عناصر کمدی سیاه و رمز و راز معمایی ترکیب می‌کند و روند فرنچایزهای چندرسانه‌ای و براندازی انتظارات تماشاگران را به سخره می‌گیرد.
جیغ ۶ در ۶ مارس ۲۰۲۳ در منهتن به نمایش درآمد و در ۱۰ مارس توسط پارامونت پیکچرز در ایالات متحده اکران شد. این فیلم ۱۶۸ میلیون دلار در سراسر جهان فروش داشته‌است و عموماً نقدهای مثبتی را از سوی منتقدان دریافت کرد که از کشتارها و اجراهای بازیگران تمجید کردند. این اولین قسمت از این فرنچایز پس از فیلم جیغ ۲ (۱۹۹۷) بود که از ۱۰۰ میلیون دلار در گیشهٔ داخلی عبور کرد.

## داستان
لورا کرین، استاد مطالعات فیلم، در بیرون از یک بار در شهر نیویورک فریفته می‌شود و توسط شاگردش، جیسون کاروی، با لباس شبح‌چهره به قتل می‌رسد. جیسون با هم اتاقی‌اش گرِگ نقشه می‌کشد تا خواهران کارپنتر را بکشند، اما او تماسی از یک شبح‌چهره دریافت می‌کند که گرگ را به قتل رسانده و متعاقباً جیسون را با چاقو می‌کشد.
سم کارپنتر اکنون با خواهرش تارا، هم اتاقی‌اش کوئین بیلی، و دوقلوها چاد و میندی میکس-مارتین، همراه با دوست‌دختر میندی، آنیکا و هم‌اتاقی چاد، ایثن در شهر نیویورک زندگی می‌کند. سم با دکتر استون برای درمان ملاقات می‌کند و اغلب به دلیل یک تئوری توطئه آنلاین که بیان دارد او قتل‌های اخیر وودزبورو را سازماندهی کرده باشد و ریچی کرش را برای آن قاب کرده باشد، در ملاء عام طرد می‌شود. پدر کوئین، کارآگاه وین بیلی، سم را برای بازجویی فرا می‌خواند زیرا شناسنامه او در صحنه قتل جیسون به همراه ماسک شبح‌چهره که توسط ریچی و امبر فریمن استفاده می‌شد، پیدا شده‌است. در راه رسیدن به ایستگاه، شبح‌چهره از طریق تلفن ریچی با سم تماس می‌گیرد، که سپس به تارا حمله می‌کند و چندین نفر از اطرافیان آن‌ها را می‌کشد.
در ایستگاه، خواهرها با کربی رید، مأمور ویژه اف‌بی‌آی، یکی از بازماندگان قتل‌های وودزبورو در سال ۲۰۱۱، و سپس گیل وترز ملاقات می‌کنند که فاش می‌کند که سیدنی پرسکات در پاسخ به حملات اخیر مخفی شده‌است. دکتر استون توسط شبح‌چهره به قتل می‌رسد که پرونده سم را می‌دزدد و ماسک دیگری را که در قتل‌های سال ۲۰۱۱ استفاده شده بود، به جا می‌گذارد. شبح‌چهره سپس به کوئین در آپارتمان سم و تارا حمله می‌کند و در نهایت آنیکا را می‌کشد، اگرچه سم، تارا، میندی و چاد به لطف کمک دنی، همسایه و دوست پسر سم، فرار می‌کنند.
کارآگاه بیلی پس از مرگ کوئین رسماً از پرونده خارج می‌شود، اما قول می‌دهد که به انتقام دخترش کمک کند. گیل گروه را به سینمای متروکه‌ای می‌برد که در حین تحقیق پیدا کرده بود، که به عنوان «زیارتگاه» قاتلان شبح‌چهره، شامل سلاح‌ها و لباس‌های هر مجموعه از حملات پیشین، راه‌اندازی شده‌است. شبح‌چهره بعداً با گیل در آپارتمانش تماس می‌گیرد و پیش از کشتن دوست پسرش و حمله به او، او را در مورد مرگ دیویی عذاب می‌دهد. تارا و سم به موقع می‌رسند تا جلوی شبح‌چهره را بگیرند.
گروه موافقت می‌کنند تا با کربی در تئاتر ملاقات کنند تا شبح‌چهره را به دام بیندازند. در سکوی مترو آنها از هم جدا می‌شوند و میندی مورد حمله قاتل قرار می‌گیرد. در تئاتر، سم رؤیایی از پدرش بیلی لومیس را می‌بیند که به او یادآوری می‌کند که از خود دفاع کند و به کسی اعتماد نکند. سم با گرفتن چاقوی بیلی از قتل‌های اصلی، متوجه می‌شود که آنها در داخل زندانی شده‌اند.
بیلی با سم تماس می‌گیرد و ادعا می‌کند که کربی ماه‌ها پیش به دلیل بی‌ثباتی روانی از اف‌بی‌آی اخراج شده‌است. شبح‌چهره ظاهر می‌شود و به تارا حمله می‌کند و سپس یک گوست‌فیس دوم ظاهر شود و به چاد حمله می‌کند. در حالی که تارا و سم سعی می‌کنند فرار کنند، کربی و بیلی هر دو با اسلحه می‌رسند. بیلی به کربی شلیک می‌کند و خود را به‌عنوان سومین گوست‌فیس نشان می‌دهد. او اعتراف می‌کند که این قتل‌ها را با فرزندانش، ایثن و کوئین، که مشخص شد هنوز زنده هستند، ترتیب داده‌است تا انتقام مرگ ریچی، که پسر ارشدش بوده‌است، را بگیرد. سم و تارا با خانواده بیلی مبارزه می‌کنند و تارا با چاقو به ایثن و سم به کوئین شلیک می‌کند. سم لباس شبح‌چهره پدرش را می‌پوشد و پیش از اینکه او را با چاقو بکشد، با استفاده از صدای شبح‌چهره به او زنگ می‌زند. ایثن دوباره ظاهر می‌شود و کربی تلویزیونی را که استیو ماچر را کشته بود، بر سرش می‌کوبد و او را می‌کشد.
سم موافقت می‌کند که تارا مستقل‌تر زندگی کند و تارا موافقت می‌کند که به درمان برود. در حالی که میندی، چاد و کربی به بیمارستان منتقل می‌شوند، سم به ماسک شبح‌چهره پدرش خیره می‌شود و سپس آن را دور می‌اندازد و به دنبال خواهرش تارا وارد شهر می‌شود.

## بازیگران
- ملیسا باررا[۴] در نقش سم کارپنتر، دختر نامشروع بیلی لومیس و بازمانده قتل‌های وودزبورو
- جاسمین ساوی براون[۴] در نقش میندی میکس-مارتین، خواهرزاده نوجوان رندی و دوقلوی چاد، و بازمانده قتل‌های وودزبورو
- جک چمپین[۵] در نقش ایثن، دانشجوی دانشگاه بلک‌مور و هم‌اتاقی چاد
- هنری چرنی[۶] دکتر کریستوفر استون، درمانگر سم
- میسون گودینگ[۴] در نقش چاد میکس-مارتین، برادرزاده نوجوان رندی و دوقلوی میندی، و بازمانده قتل‌های وودزبورو
- راجر ال. جکسون در نقش صدای گوست‌فیس[۷]
- لیانا لیبراتو[۵] در نقش کوئین، دانشجوی بلک‌مور، هم‌اتاقی سم و تارا و دختر وین
- درموت مالرونی[۸] در نقش وین بیلی، یک کارآگاه
- دوین نکودا[۵] در نقش آنیکا کایوکو، دانشجوی بلک مور و دوست دختر میندی
- جنا اورتگا[۴] در نقش تارا کارپنتر، خواهر ناتنی سم و بازمانده قتل‌های وودزبورو
- تونی ریوولوری در نقش جیسون کاروی، دانشجوی رشته سینما در دانشگاه بلک‌مور
- جاش سگرا[۵] در نقش دنی براکت، سم، همسایه تارا و کوین و دوست پسر سم
- اسکیت اولریش در نقش بیلی لومیس، قاتل اصلی گوست‌فیس، و پدر سم که در توهمات او ظاهر می‌شود
- سامارا ویوینگ[۹] در نقش لورا کرین، استاد سینما در دانشگاه بلک‌مور
- هیدن پنیتیر[۱۰] در نقش کربی رید، بازمانده قتل‌های گوست‌فیس در سال ۲۰۱۱، که اکنون مأمور ویژه در دفتر اف‌بی‌آی آتلانتا است
- کورتنی کاکس[۱۱] در نقش گیل وترز، مجری صبحگاهی، بازمانده میراث و نویسنده

## تولید

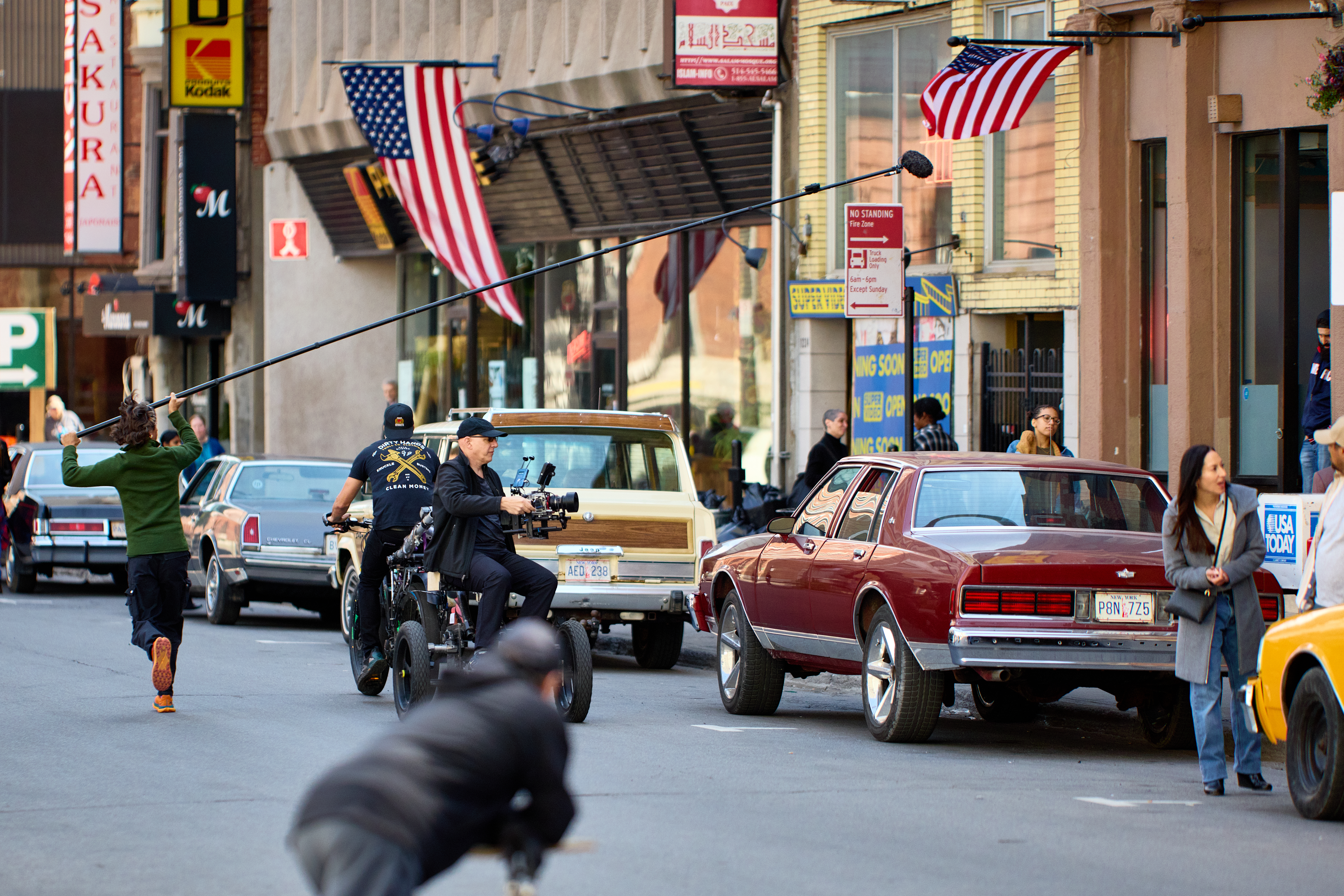
فیلم‌برداری جیغ ۶ در مونتریال، ۱۷سپتامبر ۲۰۲۲.

### توسعه
کوین ویلیامسون، خالق فرنچایز، پیش از انتشار جیغ ۴ ادعا کرد که قبلاً نقشه‌های جیغ ۵ و جیغ ۶ را ترسیم کرده‌است، اما منتظر ماند تا عملکرد قسمت چهارم را در گیشه ببیند و برای هر فیلم دیگری قرارداد ببندد. او در ژوئیه ۲۰۱۴ فاش کرد که جیغ ۴ برای شروع یک سه‌گانهٔ جدید از فیلم‌ها در نظر گرفته شده‌است، اما این فیلم «هیچ وقت آنطور که آنها امیدوار بودند پخش نشد». ویلیامسون همچنین گفت که او احتمالاً در هیچ اثر دیگری شرکت نخواهد کرد، زیرا کار وس کریون، کارگردان سریال و تیمش با او «تمام» شده‌است. در طرح اولیهٔ ویلیامسون، جیغ ۵ جیل رابرتز را توسط یک قاتل در محوطه دانشگاه تحت تعقیب نشان می‌داد، در حالی که جیغ ۶ گیل وترز را به عنوان شخصیت اصلی نمایش می‌داد و به رابطهٔ او با دیوی رایلی می‌پرداخت.
نو کمبل، دیوید آرکت، مت بتینلی-اولپین و تایلر جیلت در ژانویه ۲۰۲۲ به ساخت فیلم‌های آینده در این مجموعه ابراز علاقه کردند. کورتنی کاکس بعداً در حین تبلیغات برای دره درخشان به این دنباله ابراز علاقه کرد. فیلم ششم به‌طور رسمی در ۳ فوریه ۲۰۲۲ توسط گروه رسانه ای اسپای‌گلس چراغ سبز گرفت. اولپین و ژیلت از رادیو سایلنس برای کارگردانی بازخواهند گشت و جیمز وندربیلت و گای بوسیک بار دیگر فیلمنامه را خواهند نوشت. در پایان ماه، کمپبل برای بازگشت به فیلم نزدیک شد. ماه بعد، کاکس فیلمنامه را دریافت کرده بود و از او خواسته شد تا دوباره نقش خود را بازی کند. همچنین در مارس ۲۰۲۲، تاریخ اکران فیلم ششم برای ۳۱ مارس ۲۰۲۳ تعیین شد. جزئیات داستان در ماه مه ظاهر شد و مکان داستان خارج از وودزبورو، در عوض، در شهر نیویورک اتفاق خواهد افتاد. اورتگا در ماه ژوئن گفت که این فیلم نسبت به فیلم‌های قبلی دارای چهره و روحی «تهاجمی و خشن‌تر» خواهد بود.

### انتخاب بازیگران
در مهٔ ۲۰۲۲ اعلام شد که ملیسا باررا، جاسمین ساوی براون، میسون گودینگ و جنا اورتگا نیز برای فیلم ششم باز خواهند گشت. روز بعد، اعلام شد که هیدن پنیتیر در نقش کربی رید از فیلم چهارم دوباره بازی خواهد کرد. وقتی از کاکس در مورد مشارکت او در این فیلم پرسیده شد، وی ادعا کرد که قراردادش هنوز تکمیل نشده‌است. همچنین درموت مالرونی در ماه ژوئن در نقش یک افسر پلیس به بازیگران پیوست، و کاکس رسماً مشارکت خود را با این فیلم تأیید کرد. دیگر بازیگران از جمله جک چمپین، لیانا لیبراتو، دوین نکودا و جاش سگرا در ۱۶ ژوئن و پس از آن هنری چرنی در ۲۳ ژوئن به بازیگران پیوستند.

#### دخالت کمبل
در ۶ ژوئن ۲۰۲۲، اعلام شد که نو کمبل در نقش سیدنی پرسکات برای فیلم ششم باز نخواهد گشت. این بازیگر دربارهٔ اینکه چگونه مذاکرات قرارداد و دستمزدش با پارامونت پیکچرز به بن‌بست خورده‌است، اظهار داشت:
به‌عنوان یک زن، در حرفه‌ام بسیار سخت کار کرده‌ام تا ارزشم را تثبیت کنم، به‌ویژه وقتی صحبت از جیغ می‌شود. احساس کردم پیشنهادی که به من ارائه شد با ارزشی که برای فرنچایز آورده‌ام برابری ندارد. این تصمیم بسیار سختی بود. به تمام طرفداران جیغ، دوستتان دارم. شما همیشه به طرز باورنکردنی از من حمایت کرده‌اید. من برای همیشه از شما و آنچه این فرنچایز در ۲۵ سال گذشته به من داده‌است سپاسگزارم.— نو کمبل، 
ایندی‌وایر اشاره کرد که کمپبل ۲۶ سال در این فرنچایز بازی کرده بود و آنرا «پایان یک عصر» نامید. دیوید آرکت اظهار داشت: «دوست داشتم او بخشی از آن می‌بود [...] یک فیلم جیغ بدون سیدنی تاسف‌آور است، اما من تصمیم او را درک می‌کنم. همه اینها به نوعی یک تجارت است، آنها باید همه این عناصر را متعادل کنند تا با بودجه متناسب باشند و یک فیلم تولید کنند.» جاسمین ساوی براون، و همچنین بازیگران سابق جیغ، اما رابرتس، متیو لیلارد و جیمی کندی، نیز حمایت خود را از تصمیم کمپل ابراز کردند و از مشارکت او در فرنچایز تمجید کردند.

### فیلم‌برداری
فیلمبرداری در ۹ ژوئن ۲۰۲۲ در مونترآل کانادا آغاز شد و واندربیلت، پل نینشتاین و ویلیام شراک به عنوان تهیه‌کننده تحت پراجکت ایکس انترتینمنت ایفای نقش کردند، در حالی که چاد ویلا، کتی کنراد، ماریان مدالنا و ویلیامسون به عنوان تهیه‌کنندگان اجرایی ایفای نقش خواهند کرد. تولید در ابتدا قرار بود در ۶ ژوئن آغاز شود. تا ژوئیه ۲۰۲۲، فیلم هنوز به‌طور رسمی «بدون عنوان» بود؛ اسناد تولید نشان داد که عنوان کاری فیلم «Blackmore» بوده‌است، در حالی که تصاویر تنظیم‌شده، عنوان کاری را به صورت «!! Scream» نشان می‌دادند. هیدن پانتییر در تاریخ ۶ اوت، همراه با جاسمین ساووی براون، برای یک تصویر تنظیمی ظاهر شد، که با توجه به بازگشت او به فرنچایز توسط رسانه‌های مختلف مورد توجه قرار گرفت. کورتنی کاکس اعلام کرد که فیلم‌برداری نقش خود را تا ۱۴ اوت به پایان رسانده‌است. فیلم‌برداری در اواخر اوت ۲۰۲۲ به پایان رسید.

## موسیقی
موسیقی این فیلم توسط برایان تایلر نوشته شده‌است که این کار را برای قسمت قبلی نیز انجام داده‌است. در ژانویه ۲۰۲۳، اعلام شد که سون فالکونر برای موسیقی فیلم به تایلر خواهد پیوست. در فوریه ۲۰۲۳، مایک شینودا از لینکین پارک در طی مصاحبه ای با «KROQ» اعلام کرد که او یک ترانهٔ انفرادی را به عنوان بخشی از موسیقی اصلی متن جیغ ۶ منتشر خواهد کرد. دمی لواتو خواننده آمریکایی نیز ترانهٔ «هنوز زنده» را در ۳ مارس توسط آیلند رکوردز به عنوان تک‌آهنگ اصلی موسیقی متن فیلم منتشر کرد.

## انتشار
جیغ ۶ نخستین نمایش جهانی خود را در ۶ مارس ۲۰۲۳ در تئاتر میدان لینکلن در منهتن داشت. این فیلم در ۱۰ مارس ۲۰۲۳ توسط پارامونت پیکچرز در ایالات متحده منتشر شد. فیلم در ابتدا قرار بود در ۳۱ مارس ۲۰۲۳ منتشر شود. این فیلم در قالب‌های ریل‌دی ۳دی، ۴دی‌اکس و دالبی سینما منتشر شد.

### بازاریابی
در چندین شهر، یک بازاریابی ویروس‌وار انجام شد، که در آن شرکت بازاریابی استودیو، افرادی را با لباس و ماسک گوست‌فیس فرستاد تا بی‌حرکت در مقابل دوربین‌ها بایستند و در خیابان‌ها قدم بزنند، که در نتیجه چندین تماس با پلیس ۹۱۱ از ساکنان ناآرام دریافت شد. این کمپین بازاریابی همچنین شامل راه‌اندازی وب‌سایتی بود که به کاربران آمریکایی اجازه می‌داد تماس‌های تلفنی شخصی‌شده را از گوست‌فیس دریافت کنند، و شامل وعده‌های غذایی با مضمون جیغ در رستوران‌های زنجیره‌ای مختلف و یک رژهٔ همه‌جانبه با لوازم و مجموعه‌های بازسازی‌شده از فرنچایز در کالیفرنیا بود، راهپیمایی شامل حضور کارگردانان و تهیه‌کنندگان ریدیو سایلنس، همراه با بازیگران میسون گودینگ، درموت مالرونی و تونی ریوولوری بود.

## بازخورد

### فروش گیشه
تا تاریخ ۲۶ آوریل ۲۰۲۳، جیغ ۶ ۱۰۷٫۹ میلیون دلار در ایالات متحده و کانادا، و ۶۰٫۸ میلیون دلار در مناطقِ دیگر جهان به دست آورده‌است، که در مجموع فروش جهانیِ ۱۶۸٫۷ میلیون دلار را نشان می‌دهد.
در ایالات متحده و کانادا، جیغ ۶ در کنار فیلم‌های ۶۵ و قهرمانان اکران شد، و پیش‌بینی شده بود که در آخر هفته افتتاحیه خود از ۳۶۷۰ سینما ۳۵ تا ۴۰ میلیون دلار فروش داشته باشد. این فیلم در نخستین روز اکران ۱۹٫۵ میلیون دلار فروش داشت، که ۵٫۷ میلیون دلار آن از پیش‌نمایش‌های پنج‌شنبه‌شب بود، که به این ترتیب از افتتاحیه ۳٫۵ میلیون دلاری فیلم سال قبل پیشی گرفت. فیلم برای نخستین بار به ۴۴٫۵ میلیون دلار رسید، که بهترین آخر هفته افتتاحیه برای این فرنچایز است و در گیشه اول شد؛ از بین تماشاگران آخر هفتهٔ افتتاحیه، ۷۱ درصد از مخاطبان بین ۱۸ تا ۳۴ سال داشتند (۴۲ درصد بین ۱۸ تا ۲۴ سال)، در حالی که ۵۱ درصد مرد بودند. فیلم در دومین آخر هفتهٔ خود ۱۷٫۵ میلیون دلار به دست آورد و پس از فیلم تازه‌وارد شزم! خشم خدایان در جایگاه دوم قرار گرفت، و در سومین آخر هفته ۸٫۴ میلیون دلار فروش داشت و در رتبهٔ چهارم گیشه قرار گرفت. این فیلم در ۵ آوریل از مرز ۱۰۰ میلیون دلار عبور کرد و اولین فیلمی شد که پس از ۲۶ سال از زمان انتشار جیغ ۲ این کار را در داخل ایالات متحده انجام داد.

### پاسخ انتقادی
در وبگاه جمع‌آوری نقد راتن تومیتوز، ٪۷۷ از ۲۸۲ بررسی منتقدان مثبت است، و میانگینِ امتیاز آن ۶٫۷/۱۰ است. اجماع این وبگاه چنین می‌نویسد: «برخی از جنبه‌های این متافرنچایز قاتلانه ترسناک ممکن است کهنه شده باشند، اما تغییر محیط و سکانس‌های خلاقانه کمک می‌کنند تا جیغ ۶ را تا حد قابل قبولی واضح نگه دارند.» این فیلم در متاکریتیک که از میانگین وزنی استفاده می‌کند، بر اساس نظر ۵۳ منتقدین امتیاز ۶۱ از ۱۰۰ را کسب کرده که نشان‌گر «نقدهای عموماً مطلوب» است. تماشاگران شرکت‌کننده در نظرسنجی سینماسکور به فیلم نمره متوسط «B+» در مقیاس «A+» تا «F» دادند، همان امتیازی که جیغ ۲ (۱۹۹۷) و جیغ (۲۰۲۲) دریافت کرده‌اند، در حالی که مخاطبان پست‌ترک در مجموع امتیاز مثبت ۸۷٪ را به آن دادند و ۷۴٪ از آنها گفتند که قطعاً فیلم را توصیه می‌کنند.
ریچارد روپر از شیکاگو سان-تایمز، امتیاز سه از چهار ستاره به فیلم داد و نوشت: «با این وجود، ما وارد یک جشنوارهٔ جیغ به‌شدت وحشتناک، بسیار خنده‌دار و گاهی هوشمندانه می‌شویم که با خوش‌حالی منطق را به چالش می‌کشد و تمام کارهای درست را انجام می‌دهد؛ همان‌طور که از فرنچایز انتظار آن را داریم.» او عملکرد باررا، اورتگا و براون را تحسین کرد و پایان فیلم را «بیگانه‌وارترین و تماشایی‌ترین از همه‌چیز» دانست. اوون گلایبرمن، نویسنده ورایتی، علیرغم اینکه فیلم را «بیش از حد طولانی» تعریف کرد، نقد مثبتی به این فیلم داد و خاطرنشان کرد که «یک دلهره‌آور بسیار خوب است [...] [و] یک بازی پوسته جنایتکارانه وحشتناک است که از همه راه‌های درست هوشمندانه بهره می‌برد و با قدرت بیشتری نسبت به فیلم قبلی به روی صحنه رفته و فیلمبرداری شده‌است.»
بنجامین لی از گاردین به این فیلم امتیاز ۴ از ۵ ستاره داد و آن را به عنوان دنباله‌ای با خونِ بیشتر و هوشمندانه‌تر از جیغ (۲۰۲۲) توصیف کرد. سیمون تامپسون از پلی‌لیست به فیلم نمره «A» داد از نقش‌آفرینی هیدن پنیتیر تحسین کرد. کلاریس لافری از ایندیپندنت در نقد خود ۴ از ۵ ستاره را به فیلم اختصاص داد، و آنرا «خونین، رضایت‌بخش و به طرز مضحکی سرگرم‌کننده» خواند و به‌طور مشابه از عملکرد پنیتیر که «نقش خود را با ذکاوت ایفا می‌کند» تمجید کرد.

## آینده
در مارس ۲۰۲۳، کارگردانان مت بتینلی-اولپین و تایلر ژیلت برای ساخت هفتمین فیلم از این مجموعه «امیدوار» بودند و گفتند که مایلند همچنان فیلم‌های بیشتری را در این فرنچایز ببینند: «چه ما درگیر آن باشیم یا نه». آنها همچنین اظهار داشتند که می‌خواهند نو کمبل در قسمت‌های بعدی بازگردد و گفتند: «ما امیدواریم تا بتوانیم فیلم دیگری با او بسازیم و تسلیم نمی‌شویم.»